# Le Souffle (roman)
Une décision
Pour les articles homonymes, voir Le Souffle et Le Souffle (film).
Le Souffle sous-titré Une décision (titre original : Der Atem. Eine Entscheidung) est un récit autobiographique de l'écrivain autrichien Thomas Bernhard, publié en 1978. Il s'agit du troisième volet de la série de cinq œuvres autobiographiques écrites par Bernhard entre 1975 et 1982, aux côtés de L'Origine, La Cave, Le Froid et Un enfant. L'œuvre est traduite en français par Albert Kohn et publiée aux éditions Gallimard en 1983.

## Contexte
Dans ce cycle autobiographique, Thomas Bernhard retrace différentes étapes de sa jeunesse marquée par la maladie, la solitude et une constante proximité avec la mort. Le Souffle se concentre sur une période cruciale de sa vie : son hospitalisation dans un sanatorium à cause d’une grave affection pulmonaire contractée à l’adolescence, durant la Seconde Guerre mondiale. Ce séjour, où il côtoie des mourants, devient le lieu d’une profonde introspection et d’une décision essentielle : celle de devenir écrivain.

## Résumé
Le récit commence alors que Bernhard, adolescent, est atteint d'une pleurésie tuberculeuse. Conduit d’urgence à l'hôpital, il est transféré dans un service pour tuberculeux, puis dans un sanatorium, où il est confronté à l’agonie des malades et à l’absurdité du système médical. Le « souffle » du titre fait référence à la respiration rendue difficile par la maladie, mais aussi à la métaphore du souffle vital, au bord de l'extinction.
Dans cet univers clos, entre la survie et l'abandon, Bernhard développe un regard acéré sur l'institution médicale, les relations humaines et le rôle de l'art. C'est dans cet environnement qu'il fait « une décision » (sous-titre original de l'ouvrage), celle de se détourner du monde des vivants tels qu’il les voit — lâches, soumis, absurdes — pour s'engager dans une voie radicale : celle de l'écriture et de l'émancipation individuelle par la pensée.

## Style
Le Souffle se distingue par le style inimitable de Thomas Bernhard : longues phrases sinueuses, répétitions obsédantes, ton à la fois lyrique et critique. L’écriture restitue le flux de conscience du narrateur, en même temps qu’elle impose une distance ironique vis-à-vis du réel. Comme dans les autres volumes autobiographiques, l’humour noir côtoie la gravité, et la révolte personnelle prend une dimension universelle.

## Réception
L'œuvre a été saluée pour la puissance de sa prose et la lucidité de sa vision. Elle est souvent considérée comme un moment charnière dans le cycle autobiographique de Bernhard, où la maladie devient non plus seulement une épreuve, mais un catalyseur de la vocation littéraire. En France, la traduction a été bien reçue par la critique, qui y a vu une exploration radicale du corps souffrant et de l’intellect en résistance.